# Marquesado de Villaverde de San Isidro
El marquesado de Villaverde de San Isidro, es un título nobiliario español otorgado el 12 de octubre de 1693 por el rey Carlos II de España con denominación original de marqués de Villaverde a favor de Lorenzo Eceysa y Gorostarza, prior del Consulado de Sevilla y caballero de la Orden de Santiago. La actual denominación del título data de fecha desconocida de 1909, y fue otorgada por el rey Alfonso XIII de España para distinguirlo del ya existente marquesado de Villaverde.

## Marqueses de Villaverde de San Isidro
|                        | Titular                                  | Periodo                |
| Creación por Carlos II | Creación por Carlos II                   | Creación por Carlos II |
| ---------------------- | ---------------------------------------- | ---------------------- |
| I                      | Lorenzo Eceysa y Gorostarza              | 1693-?                 |
| II                     | Lorenzo Eceysa y Langarica               | ?-?                    |
| III                    | Alonso Eceysa y Saavedra                 | ?-?                    |
| IV                     | María Francisca Eceysa y Saavedra        | ?-?                    |
| V                      | Juan Bautista Castrillo y Eceysa         | ?-?                    |
| VI                     | Marcos José Castrillo y Nava Grimón      | ?-?                    |
| VII                    | Juan Bautista Castrillo y Bernuy         | ?-1886                 |
| VIII                   | Marcos Castrillo y Medina                | 1886-1908              |
| IX                     | María de los Ángeles Castrillo y Sanjuan | 1908-1988              |
| X                      | Carlos O'Neill y Castrillo               | 1992-2016              |
| XI                     | María de los Ángeles O'Neill Orueta      | 2016-actual titular    |